# 1898
1898 (MDCCCXCVIII) a fost un an obișnuit al calendarului gregorian, care a început într-o zi de sâmbătă.

## Evenimente

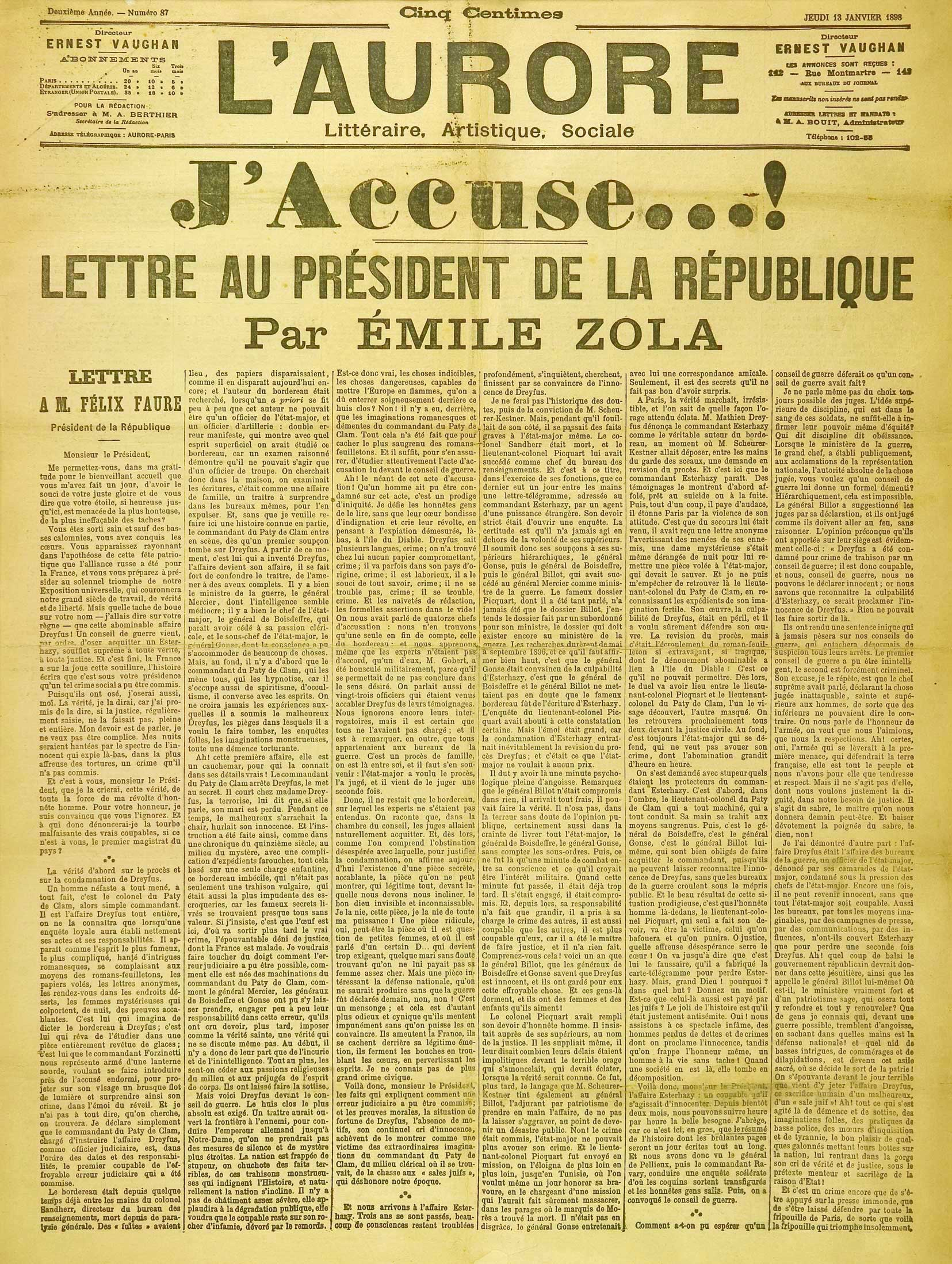
13 ianuarie: Articolul "J'accuse" din ziarul L'Aurore.

### Ianuarie
- 13 ianuarie: Articolul "J'accuse", a lui Émile Zola, a fost publicat în ziarul L’Aurore, în legătură cu afacerea Dreyfus.

### Februarie
- 15 februarie: Nava de război americană, USS Maine, explodează și se scufundă la Havana, Cuba din motive necunoscute, omorând 266 de oameni. Acest eveniment va îndemna Statele Unite să declare război Spaniei.

### Martie
- 23 martie: În România apare Legea învățământului secundar și superior, elaborată de Spiru Haret și Constantin Dimitrescu-Iași. Se instituie învâțământul secundar de opt clase în două cicluri (inferior și superior) și pe secții (modernă, reală și clasică).
- 26 martie: Se inaugurează Rezervația Sabi ulterior Parcul Național Kruger (din 1926), în Africa de Sud.

### Aprilie
- 8 aprilie: Principele Ferdinand al României a primit gradul de general de brigadă și numit comandantul Brigăzii a 8-a.
- 25 aprilie: SUA invadează Cuba, declanșând Războiul hispano-american, care se încheie prin Tratatul de la Paris (10 decembrie 1898), prin care Cuba este proclamată independentă.

### Mai
- 1 mai: Bătălia din golful Manila. Bătălie navală disputată în cadrul Războiului hispano-american, având ca rezultat Tratatul de la Paris.

### Iunie
- 12 iunie: Generalul Emilio Aguinaldo, declară independența statului Filipine față de Spania.

### Iulie
- 7 iulie: Anexarea Hawaii de către Statele Unite.

### Septembrie
- 10 septembrie: Asasinarea împărătesei Elisabeta a Austro-Ungariei, de către un anarhist italian.

### Noiembrie
- 10 noiembrie: Biblioteca Academiei Române devine bibliotecă publică pentru cercetători.

### Decembrie
- 10 decembrie: Spania cedează Filipine Statelor Unite prin Tratatul de la Paris. Spania a primit 20 milioane de dolari, echivalentul din prezent a 559 milioane $.

### Nedatate
- Eduard Spelterini traversează Alpii în balon.
- Inaugurarea Metroului din Viena, cu doi ani înaintea celui din Paris și cu 35 de ani după cel de la Londra.
- Norvegia introduce Sufragiul universal.
- Rusia preia controlul în totalitate asupra Turkestan.
- W. A. Bechtel Corporation. Companie de familie înființată de Warren A. Bechtel, specializată în construcția de autostrăzi și căi ferate.

## Arte, științe, literatură și filozofie
- 26 decembrie: Marie și Pierre Curie anunță descoperirea unei substanțe pe care o numesc radiu.
- Marie și Pierre Curie anunță descoperirea unui nou element și propun să se numească poloniu.
- Medicul și chimistul scoțian, James Dewar, lichefiază hidrogenul.
- Se acordă patentul imperial lui Ferdinand von Zeppelin, pentru construirea primului dirijabil.
- William Ramsay și Morris Travers descoperă neonul.
- Camillo Golgi descoperă aparatul Golgi, aflat la majoritatea celulelor eucariote.
- Jules Bordet descoperă sistemul complement, o componentă a sângelui, necesară pentru ca antibioticele să acționeze asupra bacteriilor.[1]

## Nașteri

### Ianuarie
- 5 ianuarie: Prințesa Eudoxia a Bulgariei (d. 1985)
- 8 ianuarie: Tudor Vianu, critic, istoric literar, poet, filosof și traducător român (d. 1964)
- 22 ianuarie: Serghei Eisenstein, cineast rus (d. 1948)

### Februarie
- 3 februarie: Alvar Aalto, arhitect finlandez (d. 1976)
- 10 februarie: Bertolt Brecht (Eugen Berthold Friedrich Brecht), poet, dramaturg și reformator al teatrului german (d. 1956)
- 18 februarie: Enzo Ferrari (Enzo Anselmo Giuseppe Maria Ferrari), pilot de curse și anteprenor italian, fondatorul Scuderiei Ferrari și companiei auto Ferrari (d. 1988)

### Martie
- 1 martie: Constantin Daicoviciu, istoric și arheolog român (d. 1973)
- 4 martie: Georges Dumézil, filolog, etnolog francez (d. 1986)
- 5 martie: Misao Okawa, supercentenară japoneză (d. 2015)

### Aprilie
- 6 aprilie: Jeanne Hébuterne, pictoriță franceză, soția lui Amedeo Modigliani (d. 1920)
- 26 aprilie: Vicente Aleixandre, poet spaniol, laureat al Premiului Nobel  (d. 1984)

### Mai
- 16 mai: Marcel Griaule, etnolog și africanist francez (d. 1956)
- 16 mai: Liviu Galaction Munteanu, preot ortodox român, profesor de teologie la Cluj-Napoca, canonizat ca sfânt (d. 1961)
- 19 mai: Julius Evola, publicist și filosof politic italian (d. 1974)
- 24 mai: Ferenc Agárdi, scriitor, publicist și istoric al culturii maghiar de etnie evreiască, membru fondator al Partidului Comunist Maghiar (d. 1969)

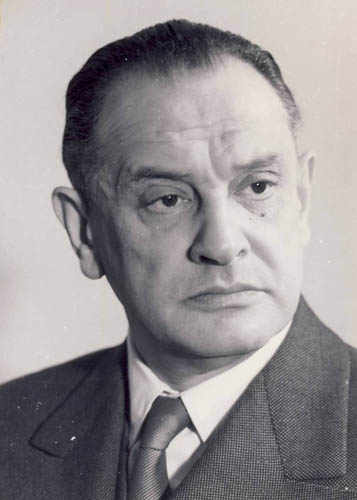
Tudor Vianu, critic, istoric literar, poet, filosof român
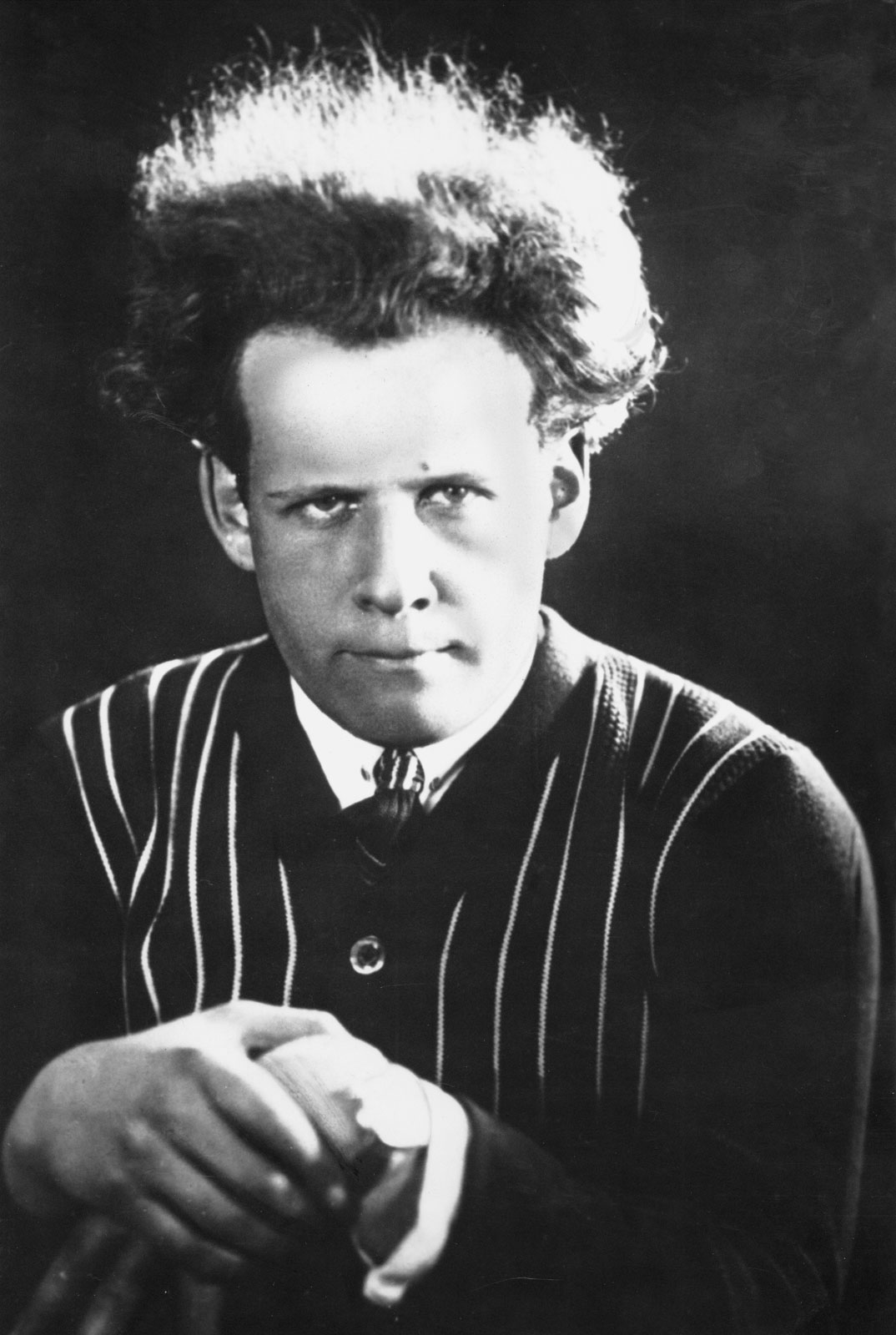
Serghei Eisenstein, cineast rus
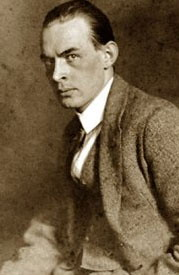
Erich Maria Remarque, scriitor german
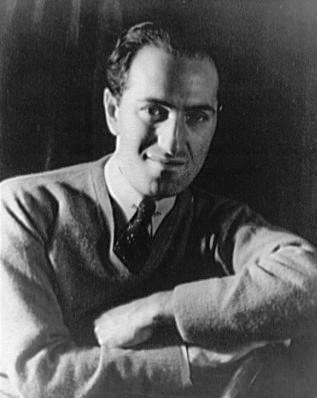
George Gershwin, compozitor american

### Iunie
- 5 iunie: Federico García Lorca, poet, prozator și dramaturg spaniol (d. 1936)
- 10 iunie: Prințesa Marie-Auguste de Anhalt (d. 1983)
- 21 iunie: Donald Culross Peattie, botanist, naturalist și autor american (d. 1964)
- 22 iunie: Erich Maria Remarque (n. Erich Paul Kramer), scriitor german (d. 1970)

### Iulie
- 23 iulie: Karl August, Prinț de Thurn și Taxis (d. 1982)
- 30 iulie: Henry Moore (Henry Spencer Moore), sculptor britanic (d. 1986)

### Septembrie
- 13 septembrie: Prințesa Charlotte, Ducesă de Valentinois, mama Prințului Rainier al III-lea (d. 1977)
- 26 septembrie: George Gershwin (n. Jacob Gershowitz), compozitor american (d. 1937)

### Octombrie
- 3 octombrie: Ioana Zizi Lambrino, prima soție a principelui Carol al II-lea al României (d. 1953)
- 6 octombrie: Franz Altheim, istoric și filolog german, membru de onoare al Academiei Române (d. 1976)

### Noiembrie
- 11 noiembrie: Rene Clair, regizor francez  de film (d. 1981)
- 15 noiembrie: Barbu Fundoianu, critic, eseist, poet român și teoretician literar (d. 1944)
- 21 noiembrie: René Magritte, pictor belgian (d. 1967)
- 26 noiembrie: Karl Ziegler, chimist german (d. 1973)
- 29 noiembrie: C. S. Lewis (Clive Staples Lewis), autor britanic (d. 1963)

### Decembrie
- 19 decembrie: Ioan Sima, pictor român (d. 1985)
- 23 decembrie: Prințul Feodor Alexandrovici al Rusiei (d. 1968)

## Decese
- 28 ianuarie: Alexandru Flechtenmacher (Alexandru Adolf Flechtenmacher), 75 ani, compozitor român (n. 1823)
- 15 februarie: Zsigmond Ács, 73 ani, scriitor și traducător maghiar născut în Croația (n. 1824)
- 27 martie: Francisca a Braziliei (n. Francisca Carolina Joana Carlota Leopoldina Romana Xavier de Paula Micaela Gabriela Rafaela Gonzaga), 73 ani, fiica împăratului Pedro I al Braziliei (n. 1824)

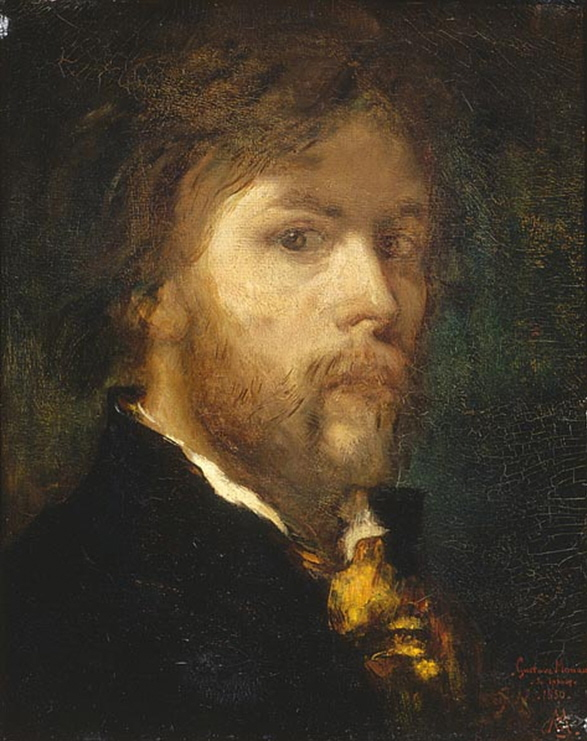
Gustave Moreau, pictor simbolist francez
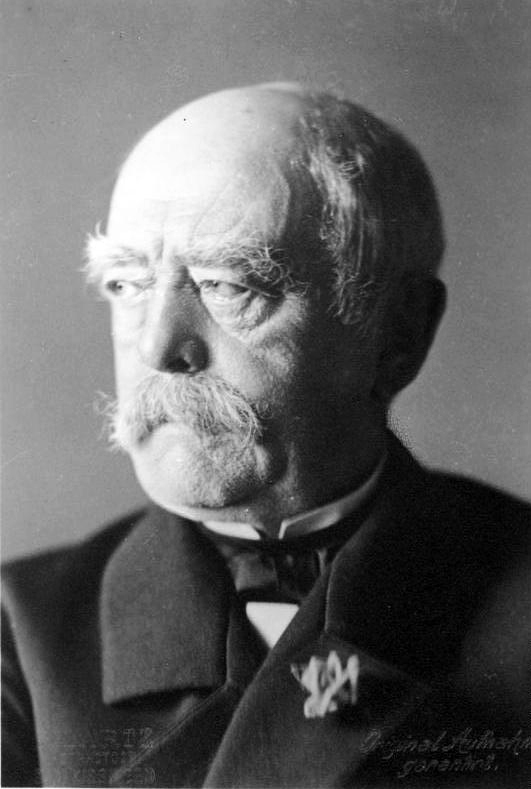
Otto von Bismarck, om de stat german
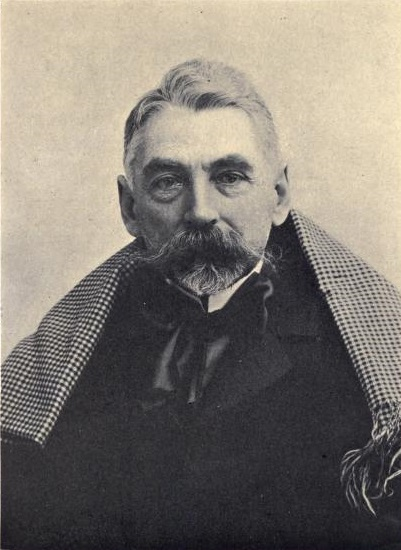
Stéphane Mallarmé, poet francez
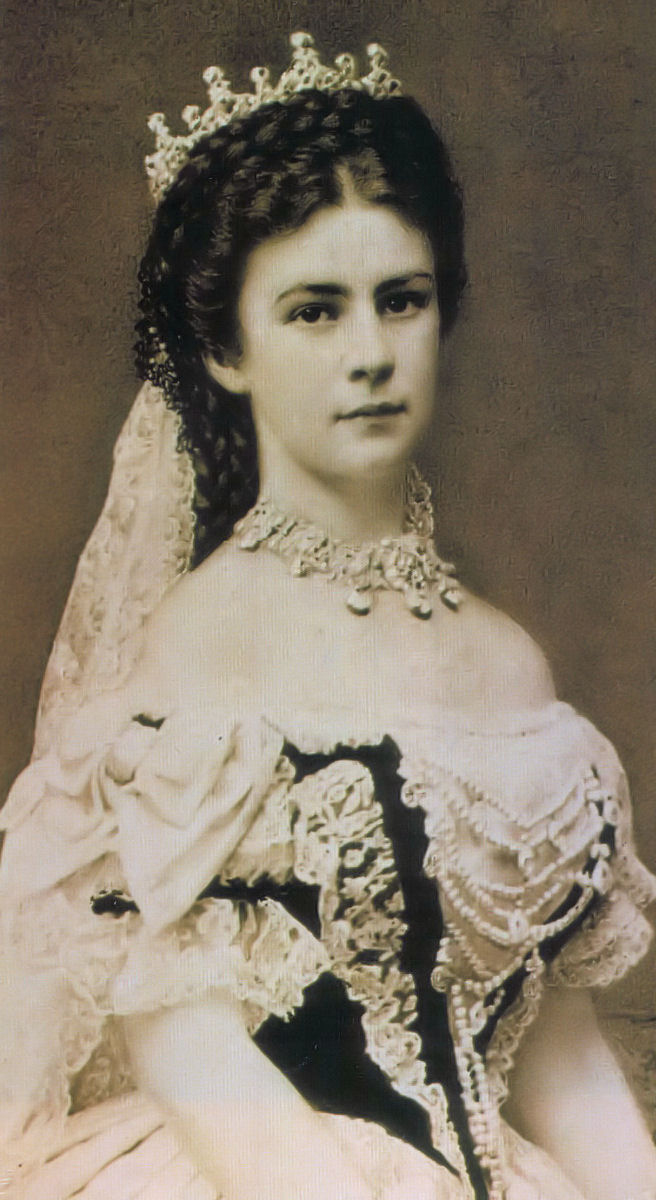
Elisabeta, împărăteasa Austriei

- 18 aprilie: Gustave Moreau, 72 ani, pictor francez (n. 1826)
- 24 mai: Arhiducele Leopold Ludwig de Austria (n. Leopold Ludwig Maria Franz Julius Estorgius Gerhard Erzherzog), 74 ani (n. 1823)
- 25 iunie: Ferdinand Cohn, 70 ani, biolog german (n. 1828)
- 30 iulie: Otto von Bismarck (Otto Eduard Leopold von Bismarck), 83 ani, om de stat german, cancelar al Imperiului German (1871-1890), (n. 1815)
- 9 septembrie: Stéphane Mallarmé (n. Étienne Mallarmé), 56 ani, poet francez (n. 1842)
- 10 septembrie: Elisabeta, împărăteasa Austriei „Sisi” (n. Elisabeth Amalie Eugeniein Bayern), 60 ani (n. 1837)
- 29 septembrie: Louise de Hesse-Kassel (n. Louise Wilhelmine Friederike Caroline Auguste Julie), 81 ani, soția regelui Christian al IX-lea al Danemarcei (n. 1817)
- 8 octombrie: Prințesa Maria de Saxa-Altenburg (n. Marie Friederike Leopoldine Georgine Auguste Alexandra Elisabeth Therese Josephine Helene Sophie), 44 ani (n. 1854)
- 7 noiembrie: Prințesa Maria Antonia a celor Două Sicilii (n. Maria Antonia Anna), 83 ani (n. 1814)
- 6 decembrie: Ecaterina Frederica de Württemberg (n. Katherina Friederike Charlotte), 77 ani (n. 1821)